# Spoorlijn Maagdenburg - Halberstadt
De spoorlijn Maagdenburg - Halberstadt is een spoorlijn tussen de steden Maagdenburg en Halberstadt in de Duitse deelstaat Saksen-Anhalt en is als spoorlijn 6404 onder beheer van DB Netze.

## Geschiedenis
Het traject werd door de Magdeburg-Halberstädter Eisenbahn-Gesellschaft geopend op 15 juli 1843.

## Ongeval
Op 29 januari 2011 vond bij Hordorf om 22.24 uur een frontale botsing plaats tussen een goederentrein getrokken door twee locomotieven van het type G 1700-2 BB van Verkehrsbetriebe Peine-Salzgitter en een personentrein van het type Lint 41 van HEX. Bij de personentrein van Maagdenburg naar Thale vielen 10 doden en waren ongeveer 33 gewonden.

## Treindiensten
Transdev Sachsen-Anhalt verzorgt het personenvervoer op dit traject.
| Serie  | Treinsoort                                | Route                                                                            | Bijzonderheden       |
| ------ | ----------------------------------------- | -------------------------------------------------------------------------------- | -------------------- |
| HEX 11 | HarzElbeExpress (Transdev Sachsen-Anhalt) | Magdeburg Hbf – Oschersleben – Halberstadt – Wegeleben – Quedlinburg – Thale Hbf | Eenmaal per uur      |
| HEX 21 | HarzElbeExpress (Transdev Sachsen-Anhalt) | Magdeburg Hbf – Oschersleben – Halberstadt – Wernigerode – Vienenburg – Goslar   | Eenmaal per twee uur |
| HEX 31 | HarzElbeExpress (Transdev Sachsen-Anhalt) | Magdeburg Hbf – Oschersleben – Halberstadt – Blankenburg (Harz)                  | Eenmaal per twee uur |
| HEX 43 | HarzElbeExpress (Transdev Sachsen-Anhalt) | Magdeburg Hbf – Buckau – Oschersleben (Bode)                                     | Eenmaal per twee uur |

## Aansluitingen
In de volgende plaatsen was of is er een aansluiting van de volgende spoorlijnen:
Magdeburg Hauptbahnhof
DB 6110, spoorlijn tussen Potsdam en Eilsleben
DB 6402, spoorlijn tussen Maagdenburg en Stendal
DB 6403, spoorlijn tussen Maagdenburg en Leipzig
DB 6406, spoorlijn tussen Schönebeck en de aansluiting Glindenberg
DB 6434, spoorlijn tussen Magdeburg Hauptbahnhof en Magdeburg Hasselbachplatz
DB 6875, spoorlijn tussen Magdeburg Hauptbahnhof en Magdeburg-Sudenburg
Magdeburg-Buckau
DB 6403, spoorlijn tussen Maagdenburg en Leipzig
DB 6406, spoorlijn tussen Schönebeck en de aansluiting Glindenberg
DB 6876, spoorlijn tussen Magdeburg-Sudenburg en Magdeburg-Buckau
DB 6878, spoorlijn tussen Biederitz en Magdeburg-Buckau
aansluiting Wolfsfelde
DB 6407, spoorlijn tussen Magdeburg-Buckau en de aansluiting Wolfsfelde
Blumenberg
DB 6857, spoorlijn tussen Schönebeck en Blumenberg
DB 6860, spoorlijn tussen Staßfurt en Blumenberg
DB 6861, spoorlijn tussen Blumenberg en Eilsleben
Oschersleben (Bode)
DB 1942, spoorlijn tussen Wolfenbüttel en Oschersleben
lijn tussen Oschersleben en Schöningen Süd
Nienhagen (b Halberstadt)
DB 1943, spoorlijn tussen Jerxheim en Nienhagen
DB 6908, spoorlijn tussen Schneidlingen en Nienhagen
Halberstadt
DB 6344, spoorlijn tussen Halle en Vienenburg
DB 6866, spoorlijn tussen Halberstadt en Blankenburg